# Пойковський
По́йковський (рос. Пойковский) — селище міського типу у складі Нефтеюганського району Ханти-Мансійського автономного округу Тюменської області, Росія. Адміністративний центр та єдиний населений пункт Пойковського міського поселення.
Населення — 26436 осіб (2017, 25594 у 2010, 27540 у 2002).